# International Yang Style Tai Chi Chuan Association
La International Yang Style Tai Chi Chuan Association è un'associazione non-profit internazionale di taijiquan stile Yang, fondata il 29 ottobre 1998 dai maestri Yang Zhenduo e Yang Jun a Seattle, Washington (USA).

## Storia
Nel 1995, durante una esibizione di taijiquan stile Yang promossa dall'Associazione dello Shanxi a Taiyuan (Cina), ebbe luogo un incontro dei Maestri Yang Zhenduo e Yang Jun con numerosi istruttori di taijiquan, conosciuti durante i loro viaggi in occidente. Durante l'incontro fu deciso di creare il Centro Yang Chengfu Tai Chi Chuan USA e si aprirono 3 sedi, Texas, Michigan e New York, con direttori rispettivamente Horacio Lopez, Han Hoong Wang e Bill Walsh. Il Maestro Yang Zhenduo dette ai centri il nome di suo padre, Yang Chengfu, che è stato il maggior autore della larga e diffusa popolarità del taijiquan. Nel 1996 si aggiunse un quarto centro nel New Jersey, USA, direttore Andy Lee.
Per molti anni i Maestri Yang Zhenduo e Yang Jun hanno continuato a visitare le sedi del Centro Yang Chengfu Tai Chi Chuan USA e altri centri Yang Chengfu Tai Chi Chuan in tutto il mondo. Il tempo era maturo per una organizzazione internazionale, che unisse i centri di ogni paese in una struttura coesa. Per attrarre però ancor più praticanti fu stabilito che una Associazione fosse la migliore struttura. Il 29 ottobre 1998 fu fondata l'International Yang Style Tai Chi Chuan Association a Seattle, Washington. Poi nell'agosto il Maestro Yang Jun si è trasferito con la moglie Fang Hong a Seattle e nel settembre ha aperto il centro di Seattle.
Il sito Internet dell'Associazione è stato messo in rete il 24 aprile 1999.
Alla fine del 2004 i Centri sono 28, presenti in 10 Paesi.

## Scopi dell'associazione
Scopo dell'associazione è la promozione del taijiquan nel mondo.
Il lavoro principale dell'Associazione prevede:
- sviluppare nuovi Centri Yang Chengfu Tai Chi Chuan;
- favorire interazioni con altre associazioni di arti marziali;
- accettare associati individuali;
- tenere seminari e competizioni;
- valutare i livelli di abilità dei praticanti taiji;
- organizzare squadre di giudici competenti nel taijiquan tradizionale stile Yang;
- fornire prodotti dell'International Yang Style Tai Chi Chuan Association